# The MDNA Tour
A The MDNA Tour Madonna amerikai énekesnő kilencedik világ körüli koncertturnéja volt, amely az énekesnő tizenkettedik stúdióalbumára, az MDNA-re (2012) épült. A 2012. május 31-én indult turnénak összesen 88 állomása volt, többek között három Ázsiában, harminc Európában, negyvenöt Észak-Amerikában és tíz Dél-Amerikában, továbbá ez volt az első alkalom, hogy az énekesnő előadást adjon az Egyesült Arab Emirátusokban, Ukrajnában, Skóciába és Kolumbiában.
A turné fő témája "egy út a léleknek a sötétségből a fénybe". Ez négy részből állt, az első volt a Transgression (Megszegés), ahol az erőszak és a fegyverek felvonultatása volt a fő téma, a második volt a Prophecy (Jövendölés) rész, ahol vegyes témájú és stílusú dalok hangzottak el, ezt követte a számos klasszikus régebbi Madonna dalt felvonultató, francia kabaré stílusú Masculine/Feminine (Férfias/Nőies), és végezetül a Redemption (Megváltás) rész, amely Madonna elmondása szerint "egy nagy parti és esemény". A turné a kritikusok körében túlnyomó részben pozitív kritikákat kapott, ám bírálták az énekesnő koncertjein való politizálásait és többszöri meztelenkedéseit.
A koncertturné hatalmas sikert aratott a rajongók körében, valamint a jegypénztáraknál is. Ez volt a 2012-es év legtöbb bevételt hozó turnéja, illetve minden idők tizenkettedik legtöbb bevételt hozója, ezzel pedig Madonna az egyedüli női énekes a világon, aki három koncertturnéval is szerepelhet a listán. A turné november 19 és 20-án zajló Miamii fellépésére külön dokumentumfilmet készítettek Madonna: The MDNA Tour címmel, illetve a következő év szeptember 9-én jelent meg az The MDNA World Tour koncertalbum.

## Szetlista
1. "Virgin Mary" (intro)
2. "Girl Gone Wild" (a "Material Girl" és a "Give It 2 Me" dalok elemeivel)
3. "Revolver"
4. "Gang Bang"
5. "Papa Don’t Preach"
6. "Hung Up" (a "Girl Gone Wild" dal elemeivel)
7. "I Don't Give A"
8. "Best Friend" (átvezető videó) (a "Heartbeat" dal elemeivel)
9. "Express Yourself" (a "Born This Way" és a "She's Not Me" dalok elemeivel)
10. "Give Me All Your Luvin’"
11. "Radio Dial Static Medley" (átvezető videó) (a "Holiday", az "Into the Groove", a "Lucky Star", a "Like a Virgin", a "4 Minutes", a "Ray of Light" és a "Music" dalok elemeivel)
12. "Turn Up the Radio"
13. "Open Your Heart" (a "Sagarra Jo" dal elemeivel)
14. "Masterpiece"
15. "Justify My Love" (átvezető videó)
16. "Vogue"
17. "Erotic Candy Shop" (a "Candy Shop", az "Ashamed of Myself" és az "Erotica" dalok elemeivel)
18. "Human Nature"
19. "Like a Virgin Waltz" (a "Like a Virgin" és az "Evgeni's Waltz" dalok elemeivel)
20. "Love Spent" (a "Love Spent (akusztikus verzió)" és a "Like a Virgin Waltz" dalok elemeivel)
21. "Nobody Knows Me" (átvezető videó)
22. "I'm Addicted"
23. "I'm a Sinner" (a "Cyberraga" dal elemeivel)
24. "Like a Prayer" (a "De Treville-n Azken Hitzak" dal elemeivel)
25. "Celebration" (a "Girl Gone Wild" és a "Give It 2 Me" dalok elemeivel)

## Állomások
| Dátum 2012           | Város            | Ország                  | Helyszín                         | Nézőszám              | Bevétel      |
| Ázsia                | Ázsia            | Ázsia                   | Ázsia                            | Ázsia                 | Ázsia        |
| -------------------- | ---------------- | ----------------------- | -------------------------------- | --------------------- | ------------ |
| 2012. május 31.      | Tel-Aviv         | Izrael                  | Ramat Gan Stadion                | 33,457 / 33,457       | $4,339,876   |
| 2012. június 3.      | Abu-Dzabi        | Egyesült Arab Emírségek | Yas-sziget                       | 45,722 / 45,722       | $8,053,500   |
| 2012. június 4.      | Abu-Dzabi        | Egyesült Arab Emírségek | Yas-sziget                       | 45,722 / 45,722       | $8,053,500   |
| Európa               |                  |                         |                                  |                       |              |
| 2012. június 7.      | Isztambul        | Törökország             | Türk Telekom Arena               | 47,789 / 47,789       | $6,219,598   |
| 2012. június 12.     | Róma             | Olaszország             | Stadio Olimpico                  | 36,658 / 36,658       | $2,835,542   |
| 2012. június 14.     | Milánó           | Olaszország             | Giuseppe Meazza Stadion          | 53,244 / 53,244       | $5,624,570   |
| 2012. június 16.     | Firenze          | Olaszország             | Artemio Franchi Stadion          | 42,434 / 42,434       | $4,252,680   |
| 2012. június 20.     | Barcelona        | Spanyolország           | Palau Sant Jordi                 | 33,178 / 33,178       | $3,893,274   |
| 2012, június 21.     | Barcelona        | Spanyolország           | Palau Sant Jordi                 | 33,178 / 33,178       | $3,893,274   |
| 2012. június 24.     | Coimbra          | Portugália              | Estádio Cidade de Coimbra        | 33,597 / 33,597       | $3,156,022   |
| 2012. június 28.     | Berlin           | Németország             | O2 World Berlin                  | 25,481 / 25,481       | $3,679,378   |
| 2012. június 30.     | Berlin           | Németország             | O2 World Berlin                  | 25,481 / 25,481       | $3,679,378   |
| 2012. július 2.      | Koppenhága       | Dánia                   | Parken Stadion                   | 29,416 / 29,416       | $2,980,465   |
| 2012. július 4.      | Göteborg         | Svédország              | Ullevi                           | 36,472 / 36,472       | $4,510,807   |
| 2012. július 7.      | Amszterdam       | Hollandia               | Ziggo Dome                       | 29,172 / 29,172       | $3,777,245   |
| 2012. július 8.      | Amszterdam       | Hollandia               | Ziggo Dome                       | 29,172 / 29,172       | $3,777,245   |
| 2012. július 10.     | Köln             | Németország             | Lanxess Arena                    | 14,489 / 14,489       | $1,775,841   |
| 2012. július 12.     | Brüsszel         | Belgium                 | Baldvin király Stadion           | 36,778 / 36,778       | $3,676,447   |
| 2012. július 14.     | Saint-Denis      | Franciaország           | Stade de France                  | 62,195 / 62,195       | $7,195,799   |
| 2012. július 17.     | London           | Anglia                  | Hyde Park                        | 54,140 / 54,140       | $6,714,027   |
| 2012. július 19.     | Birmingham       | Anglia                  | Barclaycard Arena                | 11,684 / 11,684       | $1,998,196   |
| 2012. július 21.     | Edinburgh        | Skócia                  | Murrayfield Stadium              | 52,160 / 52,160       | $4,974,731   |
| 2012. július 24.     | Dublin           | Írország                | Aviva Stadion                    | 33,953 / 33,953       | $3,175,497   |
| 2012. július 26.     | Párizs           | Franciaország           | L'Olympia                        | 2,576 / 2,576         | $346,653     |
| 2012. július 29.     | Bécs             | Ausztria                | Ernst Happel Stadion             | 33,250 / 33,250       | $1,953,791   |
| 2012. augusztus 1.   | Varsó            | Lengyelország           | Nemzeti Stadion                  | 38,699 / 38,699       | $2,933,410   |
| 2012. augusztus 4.   | Kijev            | Ukrajna                 | Olimpiai Stadion                 | 31,022 / 31,022       | $4,893,317   |
| 2012. augusztus 7.   | Moszkva          | Oroszország             | Olimpiai Stadion                 | 19,842 / 19,842       | $4,074,400   |
| 2012. augusztus 9.   | Szentpétervár    | Oroszország             | SKK Peterburgsky                 | 19,079 / 19,079       | $2,683,569   |
| 2012. augusztus 12.  | Helsinki         | Finnország              | Olimpiai Stadion                 | 42,760 / 42,760       | $5,589,900   |
| 2012. augusztus 15.  | Bærum            | Norvégia                | Telenor Arena                    | 18,631 / 18,631       | $3,017,871   |
| 2012. augusztus 18   | Zürich           | Svájc                   | Letzigrund                       | 37,792 / 37,792       | $4,989,192   |
| 2012. augusztus 21.  | Nizza            | Franciaország           | Stade Charles-Ehrmann            | 29,670 / 29,670       | $2,386,311   |
| Észak-Amerika        |                  |                         |                                  |                       |              |
| 2012. augusztus 28.  | Philadelphia     | Egyesült Államok        | Wells Fargo Center               | 15,741 / 15,741       | $2,651,855   |
| 2012. augusztus 30.  | Montréal         | Kanada                  | Bell Centre                      | 16,918 / 16,918       | $3,457,482   |
| 2012. szeptember 1.  | Québec           | Kanada                  | Plains of Abraham                | 70,569 / 70,569       | $8,098,292   |
| 2012. szeptember 4.  | Boston           | Egyesült Államok        | TD Garden                        | 13,995 / 13,995       | $2,450,720   |
| 2012. szeptember 6.  | New York         | Egyesült Államok        | Yankee Stadium                   | 79,775 / 79,775       | $12,599,540  |
| 2012. szeptember 8.  | New York         | Egyesült Államok        | Yankee Stadium                   | 79,775 / 79,775       | $12,599,540  |
| 2012. szeptember 10. | Ottawa           | Kanada                  | Scotiabank Place                 | 14,422 / 14,422       | $2,371,994   |
| 2012. szeptember 12. | Toronto          | Kanada                  | Air Canada Centre                | 32,557 / 32,557       | $7,458,188   |
| 2012. szeptember 13. | Toronto          | Kanada                  | Air Canada Centre                | 32,557 / 32,557       | $7,458,188   |
| 2012. szeptember 15. | Atlantic City    | Egyesült Államok        | Boardwalk Hall                   | 12,207 / 12,207       | $2,891,340   |
| 2012. szeptember 19. | Chicago          | Egyesült Államok        | United Center                    | 28,143 / 28,143       | $5,102,880   |
| 2012. szeptember 20. | Chicago          | Egyesült Államok        | United Center                    | 28,143 / 28,143       | $5,102,880   |
| 2012. szeptember 23. | Washington       | Egyesült Államok        | Verizon Center                   | 27,944 / 27,944       | $4,860,428   |
| 2012. szeptember 24. | Washington       | Egyesült Államok        | Verizon Center                   | 27,944 / 27,944       | $4,860,428   |
| 2012. szeptember 29. | Vancouver        | Kanada                  | Rogers Arena                     | 28,500 / 28,500       | $4,758,994   |
| 2012. szeptember 30. | Vancouver        | Kanada                  | Rogers Arena                     | 28,500 / 28,500       | $4,758,994   |
| 2012. október 2.     | Seattle          | Egyesült Államok        | KeyArena                         | 23,651 / 23,651       | $3,723,405   |
| 2012. október 3.     | Seattle          | Egyesült Államok        | KeyArena                         | 23,651 / 23,651       | $3,723,405   |
| 2012. október 6.     | San José         | Egyesült Államok        | HP Pavilion at San Jose          | 25,907 / 25,907       | $4,791,285   |
| 2012. október 7.     | San José         | Egyesült Államok        | HP Pavilion at San Jose          | 25,907 / 25,907       | $4,791,285   |
| 2012. október 10.    | Los Angeles      | Egyesült Államok        | Staples Center                   | 29,015 / 29,015       | $6,162,835   |
| 2012. október 11.    | Los Angeles      | Egyesült Államok        | Staples Center                   | 29,015 / 29,015       | $6,162,835   |
| 2012. október 13.    | Las Vegas        | Egyesült Államok        | MGM Grand Garden Arena           | 24,991 / 24,991       | $7,188,879   |
| 2012. október 14.    | Las Vegas        | Egyesült Államok        | MGM Grand Garden Arena           | 24,991 / 24,991       | $7,188,879   |
| 2012. október 16.    | Phoenix          | Egyesült Államok        | US Airways Center                | 13,239 / 13,239       | $2,389,060   |
| 2012. október 18.    | Denver           | Egyesült Államok        | Pepsi Center                     | 13,280 / 13,280       | $2,135,835   |
| 2012. október 21.    | Dallas           | Egyesült Államok        | American Airlines Center         | 14,360 / 14,360       | $2,329,690   |
| 2012. október 24.    | Houston          | Egyesült Államok        | Toyota Center                    | 24,797 / 24,797       | $4,390,355   |
| 2012. október 25.    | Houston          | Egyesült Államok        | Toyota Center                    | 24,797 / 24,797       | $4,390,355   |
| 2012. október 27.    | New Orleans      | Egyesült Államok        | New Orleans Arena                | 14,498 / 14,498       | $2,261,515   |
| 2012. október 30.    | Kansas City      | Egyesült Államok        | Sprint Center                    | 14,108 / 14,108       | $2,366,220   |
| 2012. november 1.    | Saint Louis      | Egyesült Államok        | Scottrade Center                 | 16,022 / 16,022       | $2,449,110   |
| 2012. november 3.    | Saint Paul       | Egyesült Államok        | Xcel Energy Center               | 26,084 / 26,084       | $4,229,005   |
| 2012. november 4.    | Saint Paul       | Egyesült Államok        | Xcel Energy Center               | 26,084 / 26,084       | $4,229,005   |
| 2012. november 6.    | Pittsburgh       | Egyesült Államok        | Consol Energy Center             | 14,120 / 14,120       | $2,358,670   |
| 2012. november 8.    | Detroit          | Egyesült Államok        | Joe Louis Arena                  | 13,716 / 13,716       | $1,833,154   |
| 2012. november 10.   | Cleveland        | Egyesült Államok        | Quicken Loans Arena              | 16,487 / 16,487       | $2,546,780   |
| 2012. november 12.   | New York City    | Egyesült Államok        | Madison Square Garden            | 24,790 / 24,790       | $4,846,665   |
| 2012. november 13.   | New York City    | Egyesült Államok        | Madison Square Garden            | 24,790 / 24,790       | $4,846,665   |
| 2012. november 15.   | Charlotte        | Egyesült Államok        | Time Warner Cable Arena          | 13,817 / 13,817       | $2,208,180   |
| 2012. november 17.   | Atlanta          | Egyesült Államok        | Philips Arena                    | 13,504 / 13,504       | $2,379,792   |
| 2012. november 19.   | Miami            | Egyesült Államok        | American Airlines Arena          | 27,976 / 27,976       | $5,241,125   |
| 2012. november 20.   | Miami            | Egyesült Államok        | American Airlines Arena          | 27,976 / 27,976       | $5,241,125   |
| 2012. november 24.   | Mexikóváros      | Mexikó                  | Foro Sol                         | 84,382 / 84,382       | $11,586,745  |
| 2012. november 25.   | Mexikóváros      | Mexikó                  | Foro Sol                         | 84,382 / 84,382       | $11,586,745  |
| Dél-Amerika          |                  |                         |                                  |                       |              |
| 2012. november 28.   | Medellín         | Kolumbia                | Atanasio Girardot Sports Complex | 90,018 / 90,018       | $14,741,104  |
| 2012. november 29.   | Medellín         | Kolumbia                | Atanasio Girardot Sports Complex | 90,018 / 90,018       | $14,741,104  |
| 2012. december 2.    | Rio de Janeiro   | Brazília                | Parque dos Atletas               | 34,709 / 34,709       | $4,332,428   |
| 2012. december 4.    | São Paulo        | Brazília                | Morumbi Stadion                  | 85,255 / 85,255       | $8,430,677   |
| 2012. december 5.    | São Paulo        | Brazília                | Morumbi Stadion                  | 85,255 / 85,255       | $8,430,677   |
| 2012. december 9.    | Porto Alegre     | Brazília                | Estádio Olímpico Monumental      | 42,524 / 42,524       | $7,578,191   |
| 2012. december 13.   | Buenos Aires     | Argentína               | River Plate Stadium              | 89,226 / 89,226       | $10,820,041  |
| 2012. december 15.   | Buenos Aires     | Argentína               | River Plate Stadium              | 89,226 / 89,226       | $10,820,041  |
| December 19, 2012    | Santiago (Chile) | Chile                   | Estadio Nacional de Chile        | 47,625 / 47,625       | $3,867,601   |
| December 22, 2012    | Córdoba          | Argentína               | Estadio Mario Alberto Kempes     | 48,133 / 48,133       | $5,566,393   |
| Teljes               | Teljes           | Teljes                  | Teljes                           | 2,212,345 / 2,212,345 | $305,158,362 |

### Lemondott koncertek
| Dátum (2012) | Város  | Ország           | Helyszín                 | Ok              |
| ------------ | ------ | ---------------- | ------------------------ | --------------- |
| július 28.   | Zágráb | Horvátország     | Stadion Maksimir         | Tervezési hibák |
| október 20.  | Dallas | Egyesült Államok | American Airlines Center | Gégehurut       |

## Fordítás
Ez a szócikk részben vagy egészben  a   The MDNA Tour című angol Wikipédia-szócikk fordításán alapul.  Az eredeti cikk szerkesztőit annak laptörténete sorolja fel. Ez a jelzés csupán a megfogalmazás eredetét és a szerzői jogokat jelzi, nem szolgál a cikkben szereplő információk forrásmegjelöléseként.